# قلعة ملك بهمن
قلعة ملك بهمن (بالفارسية: قلعه ملک بهمن) هي قلعة تاريخية تعود إلى عصر آل بادوسبان، وتقع في شاهان دشت.